# David Azulai

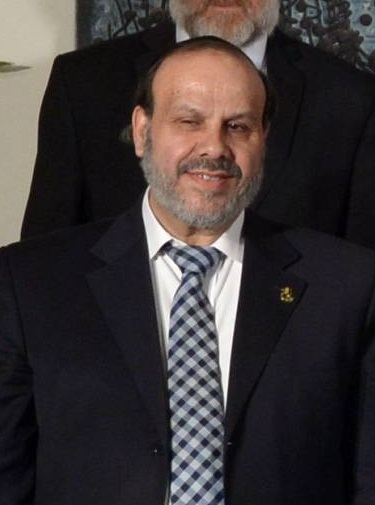
David Azulai

David Azulai (hebräisch דוד אזולאי, geboren am 5. Mai 1954 in Meknès, Marokko; gestorben am 30. Oktober 2018) war ein israelischer Politiker (Schas) und seit 1996 Abgeordneter in der Knesset.

## Leben
Im Alter von neun Jahren kam Azulai nach Israel. Nach der Schulzeit und dem Militärdienst machte er eine Ausbildung zum Lehrer. Seine politische Karriere begann er 1978 in der Stadtversammlung Akkon, in der er bis 1993 war. 1993 wurde er in den Regionalrat von Nahal Iron / Wadi Ara (hebräisch נחל עירון / arabisch وادي عارة), einem arabisch geprägten Gebiet nordwestlich der Grünen Linie, gewählt, in dem er zunächst stellvertretender Vorsitzender und später Vorsitzender war. Mit der Wahl in die 16. Knesset 1996 legte er dieses Amt nieder.
Vom 2. Mai 2001 bis zum 23. Mai 2002 war er in der Regierung von Ariel Sharon stellvertretender Innenminister von Israel. In dieser Funktion war er Leiter der Kommission, die den Status der restlichen nach den Operationen Moses und Salomon noch in Äthiopien verbliebenen Falaschen festzulegen hatte. Seit Mai 2015 war Azulai Minister für Religiöse Angelegenheiten im Kabinett Benjamin Netanjahu IV. Sein Mandat als Knesset-Abgeordneter gab er am 14. März 2018 auf. Azulais Sohn Yinon konnte für seinen Vater nachrücken, nachdem mehrere auf der Shas-Liste vor ihm positionierte Kandidaten auf ihren Anspruch verzichtet hatten. Zum Nachfolger als Religionsminister wurde am 14. Oktober 2018 Arje Deri ernannt.
Am 30. Oktober 2018 erlag der vierfache Vater einem Krebsleiden.